# ジグムント・カジミェシュ・ヴァザ

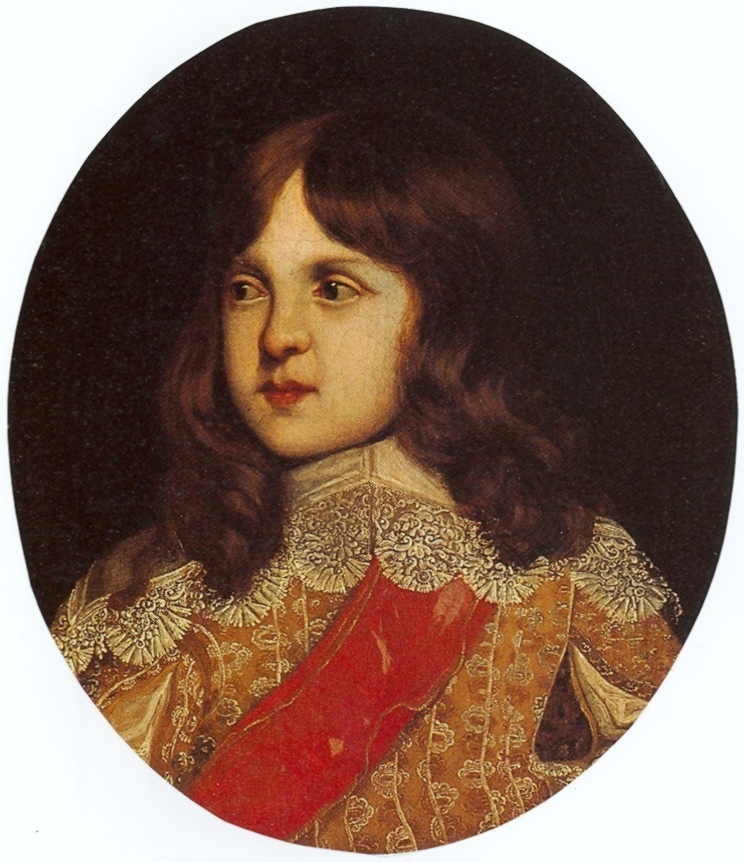
ジグムント・カジミェシュ王子、ピーテル・ダンケルツ・デ・レイ画、1647年頃、ワルシャワ国立美術館蔵

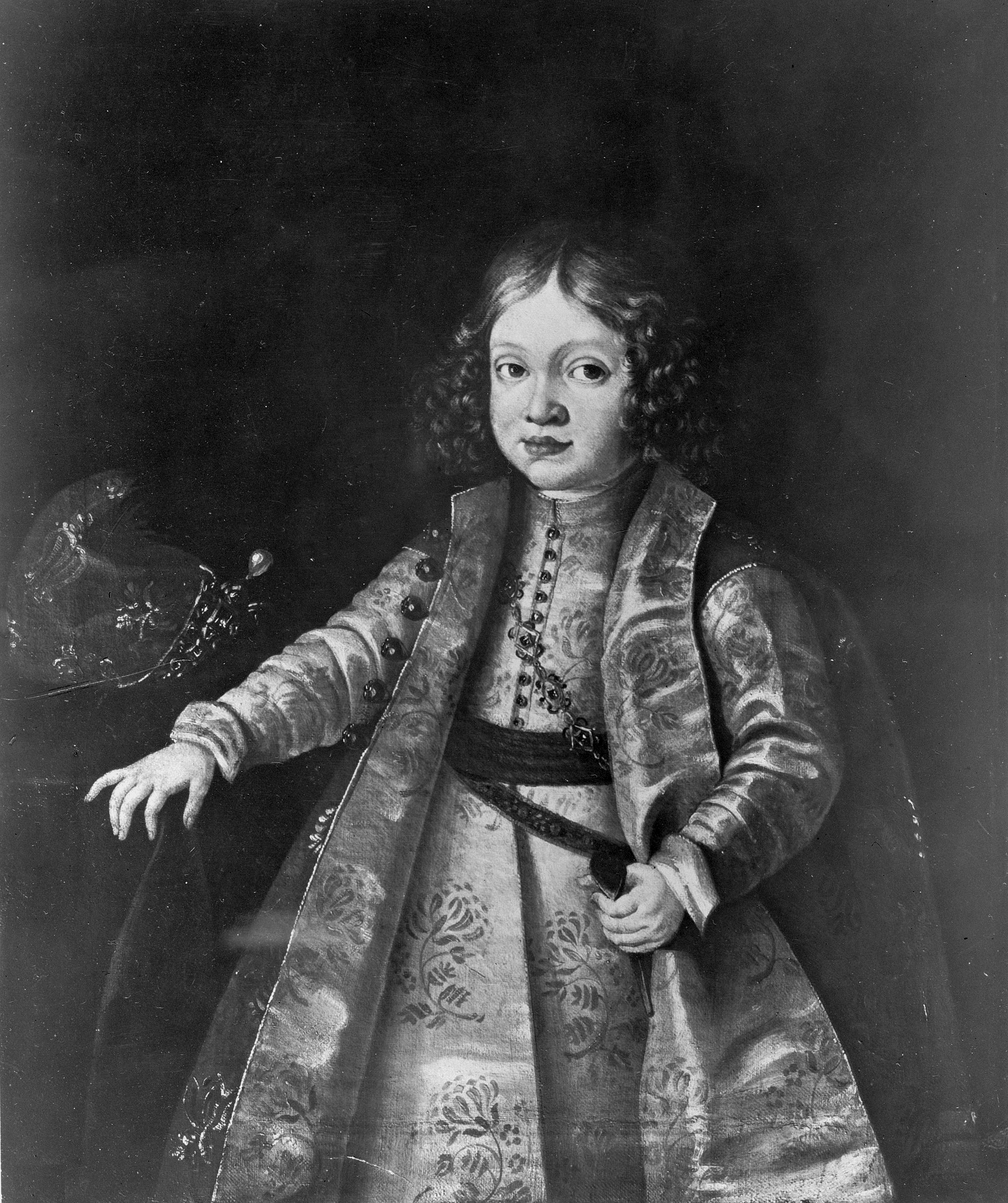
サルマティア風衣装をまとったジグムント・カジミェシュ王子、作者不詳、1643年頃、王室武儀博物館蔵

ジグムント・カジミェシュ・ヴァザ（Zygmunt Kazimierz Waza, 1640年4月1日 - 1647年8月9日）は、選挙王制期のポーランドの王子。
ヴワディスワフ4世王と最初の王妃で神聖ローマ皇帝フェルディナント2世の娘であるツェツィーリア・レナータの間の長男として生まれ、父王の最有力後継者として扱われた。母王妃のドイツ人女官の1人だったロジーナ・マウゴジャータ・フォン・エッケンベルクが王子の養育係となった。同腹の妹が1642年に生まれたがすぐに亡くなり、兄弟は父王の非嫡出子で相続権を持たないヴワディスワフ・コンスタンティ・ヴァザがいるだけだった。ル・ラブルール（Le Laboureur）というフランス人旅行者は、幼い王子について「非常に活発で、痩せていて、機敏な子供だ」と記述している。王子は頭脳明晰で物覚えが非常に早く、7歳頃にはポーランド語だけでなくドイツ語も自由に使いこなし、ラテン語習得も目覚ましく進んでいた。王子はポーランド伝統のサルマティア風衣装をしばしば着たが、これはポーランド人たちの信望を集め、次期国王候補者としての立場を強めることを意識したものでもあった。あるとき周囲の大人からドイツ語で𠮟責を受けたとき、王子はポーランド語で「僕はポーランド人だ。だからポーランド語で話をしてよ」と返した。
1647年夏、王子は突然病に倒れた。原因については、果物を食べ過ぎたためとも、ポメラニア県知事・王妃侍従長のゲルハルト・デーンホフ伯爵から赤痢をうつされたためとも言われている。王子は5日間下血に苦しんで死んだ。唯一の嫡出子を亡くしたヴワディスワフ4世の落胆は大きく、クラクフで行われたジグムントの葬儀にも参列できなかった。王子の遺骸はヴァヴェル大聖堂に安置された。

## 引用・脚注
1. ↑  Stanisław Grzybowski: Polish and Lithuanian Acts (1506 - 1648) in: The great history of Poland, edited by Stanisław Grodzisk, Krakow 2003, p. 701.